# Ideologia do Desempenho
Ideologia do Desempenho é a crença de que se alcança uma definição socialmente percebida de sucesso através do trabalho árduo e da educação. Nesse ponto de vista, fatores como gênero, Raça/etnia, background econômico, redes sociais, ou geográficos são secundários frente ao trabalho árduo e à educação ou são completamente irrelevantes na busca pelo sucesso.

## Análise Contemporânea
Em 2002, Sandra L. Barnes, sugeriu que pessoas que acreditam na ideologia estadunidense do Desempenho provavelmente culpam o subdesempenho por diferenças de atitude ou morais entre os indivíduos. Para aqueles que discordam da Ideologia do Desempenho, essa diferença de atitude é provavelmente o resultado de uma resposta de oposição a forças institucionais e estruturais negativas. Em seu estudo, Barnes descobriu que aqueles que mais se beneficiam da Ideologia do Desempenho (homens brancos em bairros de classe alta, por exemplo) são os mais propensos a defendê-la. Por exemplo, os afro-americanos são mais propensos do que os brancos a acreditar que a raça é um traço atribuído que ajuda alguns a alcançar o sucesso mais facilmente do que outros, e aqueles com rendas mais altas são mais propensos a afirmar que ter uma forte rede social é um fator sem importância para o sucesso. Todos os grupos de entrevistados, no entanto, acreditam que a educação e o trabalho árduo são os mais importantes para o sucesso, provando que a Ideologia do Desempenho está bem difundida.
Donna Y. Ford buscou descobrir as diferenças nas ideologias entre estudantes afro-americanos do sexo masculino e feminino, dotados e não-dotados. Ford descreve quatro teorias relacionadas à Ideologia do Desempenho – teoria da necessidade de realização, teoria da ansiedade de teste, teoria da aprendizagem social e teorias de atribuição:

### A teoria da necessidade para o rendimento[4]
Cientistas sociais que defendem essa teoria acreditam que a realização de uma pessoa é produto da motivação para ter sucesso e da motivação para evitar o fracasso. Isso significa que os indivíduos ponderam suas expectativas de sucesso com o valor que atribuem a esse sucesso, ou seja, o quão bem um indivíduo acha que pode fazer e o quanto fazer bem realmente importa.

### Teoria da Ansiedade em situações de prova
Assim como na teoria da necessidade de realização, os cientistas sociais que apoiam a teoria da ansiedade em provas observam como um estudante avalia sua capacidade de ter sucesso. Estudantes que estão preocupados com o resultado de seu desempenho, que temem o fracasso ou a humilhação se não se saírem bem, podem não ter um bom desempenho porque essa ansiedade sufoca seu desempenho.

### Teoria da Aprendizagem Social
De acordo com a teoria da Aprendizagem social, os estudantes são socializados desde cedo e mantêm diferentes expectativas ou valores com base em sua própria experiência ou situação social. Estudantes que são criados em um ambiente de subdesempenho, que muitas vezes veem gerações anteriores e membros da família não terem sucesso, provavelmente internalizarão esses valores e perceberão seu próprio sucesso como improvável.

### Teoria da Atribuição[7]
Essa teoria explica a falta de motivação nos estudantes como resultado da crença dos estudantes na Ideologia do Desempenho. Quando os estudantes atribuem seu próprio fracasso a uma falta de habilidade, eles, consequentemente, são menos propensos a esperar um bom desempenho. Se um estudante acredita plenamente na Ideologia do Desempenho, o fracasso só pode ser resultado de falta de habilidade ou falta de esforço.
Ford afirma que, embora essas quatro teorias possam explicar o subdesempenho em alguns estudantes, elas se concentram apenas na falta de motivação dos estudantes para alcançar e não consideram o fracasso de um estudante, apesar do seu desejo de alcançar. Ela descreve isso como o "paradoxo do subdesempenho", uma discrepância entre a ideologia de um estudante e seu desempenho real (ou seja, quando os estudantes não se saem bem na escola, apesar de apoiarem a Ideologia do Desempenho). Em seu estudo, a maioria dos estudantes afro-americanos afirmou que a escola é "muito importante". Se é verdade que a maioria dos estudantes está, de fato, motivada e vê a escola como importante para o sucesso, o fracasso de um estudante deve ser explicado por alguma outra variável—provavelmente variáveis atribuídas como raça/etnia, gênero, e assim por diante.

## Efeitos no Local de Trabalho
A crença na Ideologia do Desempenho faz com que os empregadores considerem o sucesso educacional de um indivíduo como o principal fator na contratação de potenciais empregados, porque a Ideologia do Desempenho perpetua a noção de que aqueles que tiveram sucesso educacional são os mais trabalhadores. Em Education and Jobs, Ivar Berg escreve: "O aumento dos requisitos educacionais para empregos de nível médio... pode estar ocorrendo a um custo para uma sociedade que historicamente se orgulha de suas oportunidades de mobilidade." Esse processo faz com que o sistema educacional da América atue mais como uma "agência de licenciamento" em vez de promover a educação pela educação. Isso, por sua vez, faz com que muitos empregados estejam superqualificados para seus empregos.
Quando os empregos gradualmente exigem níveis educacionais cada vez mais altos como pré-requisito, o esforço colocado para alcançar esses pré-requisitos (ou, o esforço colocado na escola) não equivale ao esforço ou habilidade necessária no emprego. Assim, a adesão dos trabalhadores à Ideologia do Desempenho diminui a cada ano que permanecem em um determinado emprego para o qual estão superqualificados. Em outras palavras, os empregados começam a ver o esforço que dedicaram à escola como desnecessário.

## Razões para endossar ou rejeitar a Ideologia do Desempenho
Jay MacLeod estudou dois grupos de meninos e jovens homens que viviam em um bairro de baixa renda para seu livro, Ain't No Makin' It. Os "Hallway Hangers", um grupo de meninos predominantemente brancos, não endossavam a meritocracia, a Ideologia do Desempenho americana. MacLeod descobriu que o ceticismo deles era resultado de vários fatores. Primeiro, embora os pais dos Hallway Hangers quisessem que seus filhos se saíssem bem, eles sabiam por sua própria experiência que incentivar altas aspirações só os prepararia para o fracasso e a decepção. Tanto os pais quanto os filhos foram afetados pelo ambiente de subdesempenho.
Os Hallway Hangers e seus pais rejeitaram a Ideologia do Desempenho porque não viam o sucesso no emprego através do trabalho árduo como um resultado provável em sua situação, uma situação em que poucos membros da família conseguiram sucesso financeiro, onde as oportunidades de emprego eram poucas e onde o trabalho árduo na escola raramente influenciava a empregabilidade. Além disso, se os Hallway Hangers aceitassem a Ideologia do Desempenho, isso logicamente implicaria a crença de que seus pais não haviam conseguido sucesso financeiro porque eram preguiçosos ou pouco inteligentes. Os Hallway Hangers sabiam que isso não era verdade. Ironicamente, embora os Hallway Hangers brancos entendessem que a Ideologia do Desempenho era falsa em seu caso, eles não conseguiam entender que era igualmente falsa no caso dos afro-americanos. Os Hallway Hangers foram impedidos de entender isso por sua crença em outra poderosa ideologia americana, a do racismo e da inferioridade intelectual dos negros. O racismo deles sustentava e, por sua vez, era reforçado pela sensação de que seu próprio sucesso era impedido porque as minorias raciais recebiam tratamento especial de programas de ações afirmativas que davam aos negros uma "vantagem injusta". Portanto, enquanto os Hallway Hangers reconheciam que falharam em alcançar sucesso financeiro por causa de sua posição na classe baixa, eles não conseguiam ver que a exploração de classe também era responsável pelo fracasso financeiro dos afro-americanos. Além de atribuir inferioridade aos afro-americanos, os Hallway Hangers também os transformavam em bode expiatório, culpando-os por tomar todos os empregos que, como brancos, acreditavam merecer.
A análise de MacLeod é completada pela análise de um segundo grupo que se autodenominava "The Brothers". Composto por jovens afro-americanos, os Brothers viviam no mesmo projeto habitacional que os Hallway Hangers. Eles, no entanto, endossavam a meritocracia, a Ideologia do Desempenho americana. Os Brothers entendiam que a situação racial na América havia melhorado vastamente desde a época de seus pais. Isso os levou a acreditar que cada geração de negros havia trabalhado mais arduamente do que a anterior: se fizessem o mesmo, seriam capazes de se sair bem na escola e ter sucesso no mercado de trabalho. Embora os Brothers vivessem no mesmo projeto habitacional, eles haviam feito isso por muito menos tempo do que os Hallway Hangers. Algumas das famílias dos Hallway Hangers haviam residido em "Clarendon Heights" por três gerações. Muitos dos Brothers haviam se mudado para o projeto habitacional de situações muito piores e bairros ainda mais pobres. Sua chegada recente os fez pensar que estavam em ascensão social. Devido ao seu otimismo, eles eram muito mais propensos do que os Hallway Hangers a encontrar emprego viável após a escola. Sua crença na meritocracia, e seu trabalho árduo na escola, por um tempo permitiram que superassem o racismo e as estruturas de classe que derrotavam suas aspirações no mundo exterior. Em contraste com os Hallway Hangers, os Brothers se formaram no ensino médio e não foram presos. Eles sabiam que a ideologia de inferioridade racial dos Hallway Hangers era falsa, mas muitas vezes se culpavam quando não se saíam melhor na escola, mesmo depois de trabalhar arduamente. MacLeod observa que, ao contrário dos Hallway Hangers, os Brothers estavam menos conscientes de como "o baralho estava armado contra eles". Sua aceitação da Ideologia do Desempenho fazia com que a culpa recaísse sobre eles mesmos, e não sobre a desigualdade das estruturas sociais maiores. Dessa forma, a aceitação da Ideologia do Desempenho contribui para a continuidade da desigualdade estrutural.
MacLeod explica as notas medianas dos Brothers introduzindo o conceito de capital cultural de Pierre Bourdieu, e descreve como as escolas sistematicamente valorizam as habilidades e conhecimentos da classe alta, enquanto depreciam o capital cultural da classe baixa. Embora todos os Brothers inicialmente acreditassem no conceito da Ideologia do Desempenho, à medida que entravam no mercado de trabalho, encontravam-se sujeitos ao racismo e ao classismo que haviam subestimado anteriormente.
MacLeod previu que os Brothers se sairiam muito melhor do que os Hallway Hangers, dado que se conformavam em vez de rejeitar as expectativas sociais. Mas apenas Craig e Mike, o membro branco, alcançaram um grau de sucesso pelos padrões convencionais. De acordo com MacLeod, vários dos Brothers ainda mantinham fé na Ideologia do Desempenho, mas estavam "pressionados a transformar suas credenciais acadêmicas em prosperidade econômica" devido à persistente desigualdade estrutural e cultural.